# 허만열
허만열(1984년 ~  대구의 수학 강사이다. 경북대학교 통계학과를 졸업했다. 현재 리미트리스학원 소속과 서용시그니처 수학 부원장을 겸직하고있다.